# Шапурма, Антон Амвросиевич
Антон Амвросиевич Шапурма (29 января 1911 года, Сартана — 27 сентября 1987 года, Сартана) — румейский советский поэт, переводчик и литературовед. Член союза писателей Украины.

## Биография
Родился Антон Шапурма в Сартане, в бедной греческой семье. Отец — Амвросий Степанович Шапурма, мать — Елена Ивановна Шапурма, оба уроженцы Сартаны. В 1929 году окончил школу году и поступил в Киевский институт народного хозяйства, но уже в следующем году возвратился в Мариуполь, где работал бухгалтером.
Его первые стихи на румейском языке печатаются на литературных страницах газеты «Коллективистис»" под псевдонимом «Ромеос». В 1934 году он становится членом литературной группы Георгия Костоправа, и вплоть до закрытия греческой прессы в 1937 году его произведения регулярно печатались в газете «Коллективистис» и в альманахе «Неотита».
С приходом хрущёвской оттепели Антон Амвросиевич вместе с Леонтием Кирьяковым становится у истоков возрождения румейской литературы: пишет стихотворения на румейском языке, литературоведческие статьи, делает переводы украинских и русских классиков.

### Собственные произведения
- Шапурма, Антон Амвросиевич. Тост: стихи и сказки / А. А. Шапурма. — Донецк : Донбасс, 1972. — 104с.
- Шапурма, Антон Амвросиевич. Сорок небылиц: стихотворная сказка. (1977).
- Шапурма, Антон Амвросиевич. Морской десант : Поэмы / [Авториз. пер. с греч. яз. И. Курлата ; Худож. С. В. Савилов]. — Донецк : Донбас, 1985. — 80 с. : ил. ; 17 см содерж.: Морской десант; Сапоги с неба. — 4000 экз.
- Шапурма, Антон Амвросиевич. Край мой Приазовский : Стихи, поэма, баллады, сказки : [Авториз пер. с греч.] / Антон Шапурма. — Донецк : Донбас, 1980. — 104 с. : ил. ; 16 см. Содерж.: Стихи; Баллады, сказки; Харлампий : Поэма. — 5000 экз.
- Шапурма, Антон Амвросиевич. Кардъаком ту Приазовье. — Киев : Радянський письменник, 1986. — Текст на греч. яз.
- Шапурма, Антон Амвросиевич. Го полы ирта ст’Сартана : Избранные произведения / А. А. Шапурма; сост. О. К. Хаджинова. — Севастополь : Изд-во ЧП Кручинина Л. Ю., 2006. — 206 с. — Текст на греч. яз. — ISBN 966-8389-11-5

### Литературоведческие работы (посвященыГеоргию Костоправу)
- Я радуюсь жизни
- Поэт неугасимой энергии
- Донецкий поэт

### Переводы на румейский язык
- Кобзарь Т. Г. Шевченко (1964)
- Малая антология украинской поэзии" (1966)
- 50 Октябрей в поэзии греков Донбасса (1967)
- Ленин живёт (1969)
- Рукописные сборники переводов произведений И. Котляревского, Леси Украинки, Е. Гребинки, С. Гулака-Артемовского, П. Тычины, М. Рыльского, А. Малышка, С. Олейника, М. Бажана, В. Соколова, Д. Демерджи.